# Salvatore Sanzo
Salvatore Sanzo (Pisa, 1975. november 26. –) olimpiai, világ- és Európa-bajnok olasz tőrvívó, politikus.